# Burdekin River

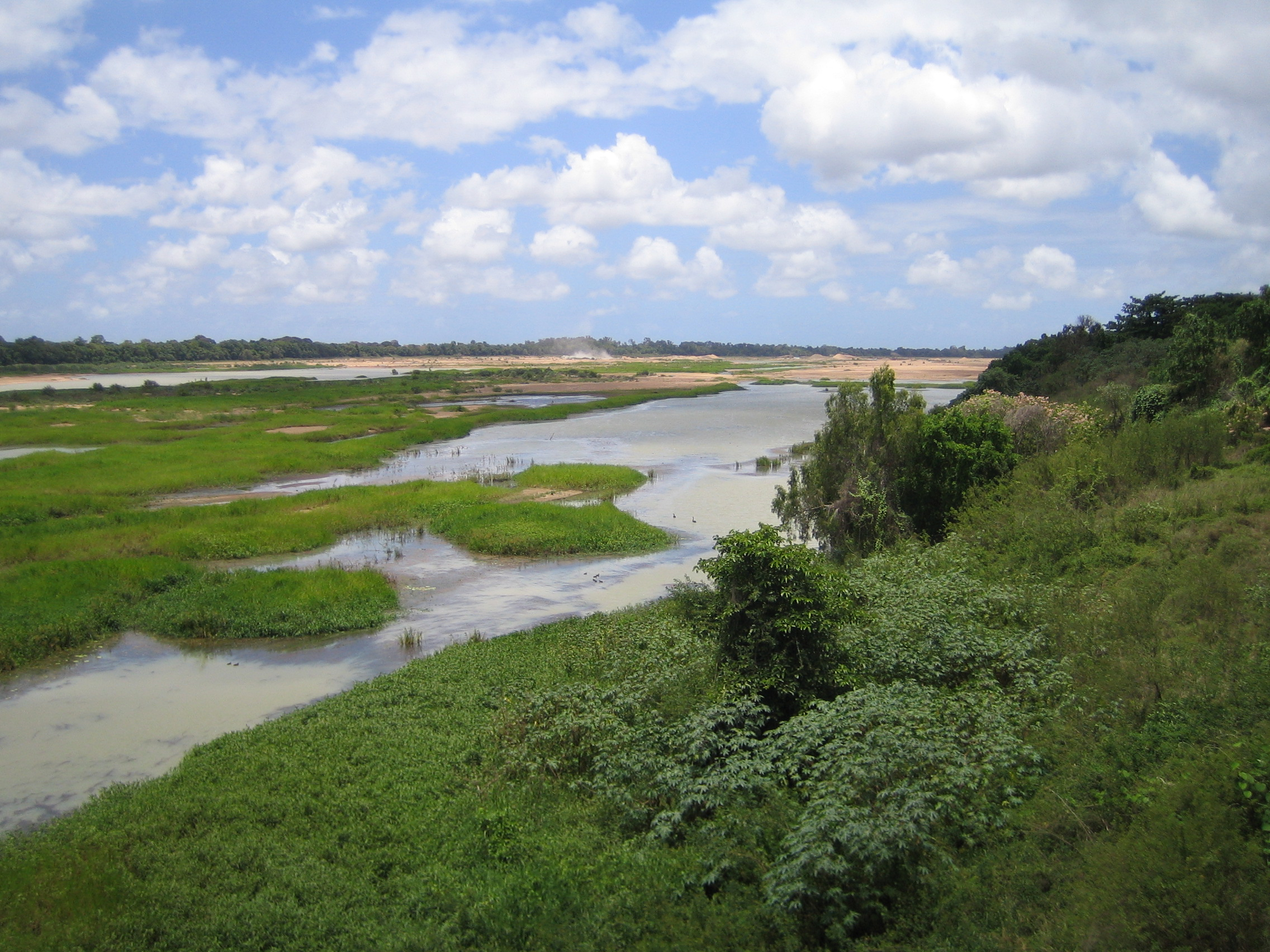

Burdekin River är en flod i Queensland, Australien, 650 kilometer lång som mynnar i Stilla havet på 20 grader sydlig bredd. Floden upptäcktes 1845.